# Kortney Olson
Kortney Olson (Condado de Humboldt, California; 9 de noviembre de 1981) es una culturista profesional, entrenadora personal y atleta australiana de origen estadounidense.

## Biografía
Olson es nativa del Condado de Humboldt, en el norte de California, y creció asistiendo a la Escuela Secundaria de San Bernardo en Eureka, capital del condado. Dijo que se inspiró para comenzar a hacer culturismo desde una edad temprana, en parte debido a su admiración por su hermano mayor y en parte debido a que supuestamente fue molestada cuando tenía siete años. Dijo que su camino hacia el culturismo se abrió después de responder a un anuncio de Craigslist para un modelo de pantorrilla muscular.
Olson hizo su debut en el culturismo competitivo en el Contra Costa Classic, en el circuito de la NPC, en noviembre de 2011.
Olson emigró a Australia y se convirtió en la primera campeona australiana de lucha de pulso en el año 2012.
Olson ha sido objeto de muchos documentales de televisión que muestran su fuerza y musculatura, incluyendo la temporada 3 de Superhumanos, producida por Stan Lee, "High Voltage", donde los científicos afirmaron en las pruebas que tenía los "muslos más fuertes del planeta".
También es la fundadora de Kamp Konfidence, un campamento que empodera, alienta y mejora el bienestar de las jóvenes y las mujeres.
En febrero de 2019, tras luchar con Janae Kroc, una atleta transgénero, Olson se pronunció a favor de su inclusión en el deporte de competición.
En marzo de 2020, Olson fue invitada en el cuarto episodio del podcast de la ex congresista demócrata Tulsi Gabbard, donde habló de su larga batalla contra el alcoholismo desde que tenía 17 años y aún estaba en el instituto, después de ser víctima de una violación; de su pasada adicción a la metanfetamina, que desarrolló a los 23 años, y de su adicción a la oxicodona, así como de la forma en que las superó con la ayuda del Bikram Yoga. En diciembre de 2020, llevaba diez años sobria, y alcanzó su undécimo año de sobriedad en junio de 2021. También mencionó cómo solía mantener una rutina de 5 días a la semana de crossfit, jiu-jitsu brasileño y Bikram Yoga "en un pasado no tan lejano".
En enero de 2021, Olson publicó sus memorias, tituladas Crushing It: How I Crushed Diet Culture, Addiction, & the Patriarchy.

## GRRRL Clothing
Olson es la fundadora y directora ejecutiva de la empresa de ropa para mujeres y del movimiento de empoderamiento femenino que existe desde 2015 con tiendas online en Estados Unidos, Australia, Reino Unido y Canadá, GRRRL Clothing. La primera tienda física de GRRRL tenía previsto inicialmente abrir sus puertas en marzo de 2020, pero la jornada de puertas abiertas se retrasó a noviembre de 2020 debido a la pandemia de coronavirus, y su escaparate se inauguró por completo en junio de 2021, con un requisito de máscara facial en la tienda.
En la mencionada inauguración de GRRRL Clothing, batió el récord mundial Guinness del tiempo más rápido en aplastar tres sandías entre los muslos, con 7,63 segundos. Superó tanto al anterior poseedor del récord femenino, la ucraniana Olga Liashchuk, con 14,75 segundos, como al poseedor del récord masculino, el iraní Rohollah Doshmanziari, con 10,88 segundos.

## Vida personal
Olson está casada con David May, antiguo director general de los Gold Coast Titans de Australia. Es abiertamente bisexual.
En 2017, Olson fue diagnosticada con la enfermedad de Graves-Basedow, y supuso que podría haber sido un efecto secundario de sus implantes mamarios, que desde entonces le fueron retirados, ya que desarrollaba seromas en su seno derecho y tenía que drenar el líquido cada tres o seis meses. Ese mismo año, se sinceró sobre la aceptación de su celulitis.